# Tiroteo en el pub de Wallasey

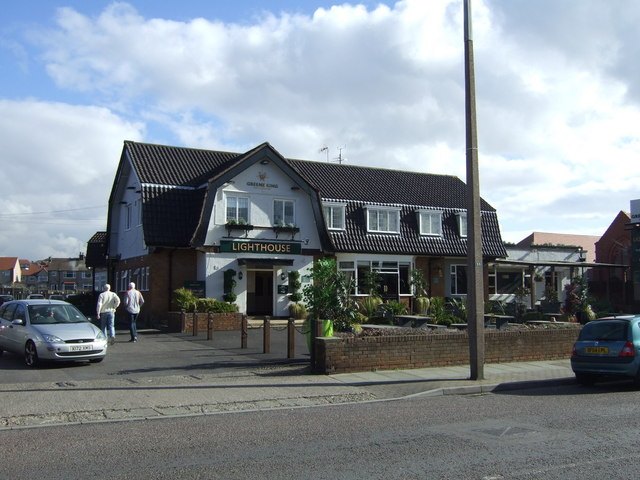
Pub Lighthouse en Wallasey Village

El tiroteo en el pub de Wallasey fue un tiroteo masivo el 24 de diciembre de 2022 a las 23:50 (GMT). El tiroteo ocurrió en el pub Lighthouse en Wallasey Village, un distrito de Wallasey, Merseyside, Inglaterra. Una persona murió y otras cuatro resultaron heridas, una de ellas de gravedad.
Una investigación sobre el ataque comenzó temprano al día siguiente.

## Tiroteo
La policía de Merseyside dijo que los oficiales fueron llamados al Lighthouse Inn en Wallasey Village justo después de las 11:50 p. m. del 24 de diciembre de 2022 luego de informes de disparos. La policía dijo que un hombre armado disparó varios tiros hacia la entrada principal del pub, que estaba lleno de gente en su mayoría jóvenes en ese momento.
Una mujer de 26 años fue llevada al Hospital Arrowe Park después de sufrir una grave herida de bala en la cabeza, y murió poco después. Otros cuatro hombres también fueron llevados al hospital con heridas de bala, uno de los cuales, un hombre de 28 años, se encontraba en estado crítico. El 30 de diciembre, la policía dijo que la condición del hombre gravemente herido en el tiroteo ya no ponía en peligro su vida, y que los otros tres heridos habían sido dados de alta del hospital.

## Investigación
Temprano el 25 de diciembre de 2022, el día después del tiroteo, la policía de Merseyside confirmó que se estaba llevando a cabo una investigación de asesinato para establecer las circunstancias de lo que había ocurrido. También dijeron que se había establecido un cordón en el área mientras los oficiales llevan a cabo investigaciones de testigos y examinan cualquier grabación de CCTV.
Detective Superintendente Dave McCaughrean dijo que creen que el pistolero salió del estacionamiento del pub en un vehículo de color oscuro, posiblemente un Mercedes de color oscuro, poco después del tiroteo.
También hizo un llamamiento a los miembros del público y a cualquiera que estuviera en el pub en el momento del tiroteo para que presentara información, diciendo: «Le pediría a cualquiera que estuviera en el faro en Wallasey Village anoche que presenció el incidente o tiene imágenes móviles o de CCTV de lo que sucedió que se comunique con nosotros con urgencia».
La policía ha dicho que no cree que la mujer que fue asesinada fuera atacada. Más tarde fue nombrada por la policía como una esteticista de 26 años que trabajaba a 4 km (2,5 millas) de distancia en Moreton.
El 26 de diciembre, la policía detuvo a dos personas y las detuvo por el tiroteo. Una mujer de 19 años de Rock Ferry fue arrestada bajo sospecha de conspiración para asesinar, mientras que un hombre de 30 años de Tranmere fue arrestado bajo sospecha de asesinato e intento de asesinato. La policía dijo que la investigación seguía en curso.
El 29 de diciembre, la policía dijo que había detenido a una tercera persona, un hombre de 31 años de Tranmere, en relación con el asesinato y que lo había detenido como sospechoso de conspiración para asesinar. También dijeron que las otras dos personas que habían sido arrestadas permanecían bajo custodia.
El 30 de diciembre, la policía dijo que la mujer de 19 años que había sido detenida había sido puesta en libertad bajo fianza y que el hombre de 30 años había sido trasladado a prisión con licencia. El hombre de 31 años permanecía bajo custodia, y la policía dijo que las investigaciones sobre el tiroteo siguen en curso.

## Reacciones
La diputada de Wallasey, Dame Angela Eagle, tuiteó: «Esta es una noticia desgarradora: mis pensamientos están con la familia de la mujer que murió y los heridos» e hizo un llamamiento al público para que acuda a la policía si tienen alguna información sobre los ataques.
La líder del Consejo de Wirral, Janette Williamson, dijo que el tiroteo fue «nada menos que despreciable».